# Christoph Martin Wieland
Christoph Martin Wieland (Biberach an der Riß, 1733. szeptember 5. – Weimar 1813. január 20.) német költő és író, a német felvilágosodás és rokokó nagy költőszemélyisége, fordító, a német klasszicizmus elindítója.

## Élete
Wieland Gotthold Ephraim Lessing, Georg Christoph Lichtenberg és Immanuel Kant mellett – a felvilágosodás egyik legjelentősebb és rendkívül kritikus hangvételű írója, a rokokó költészet bravúros képviselője volt, az ún. weimari klasszikusok (Johann Gottfried Herder, Johann Wolfgang von Goethe, Friedrich Schiller és Wieland) legidősebbje.
Wieland apja evangélikus lelkész volt, aki gyermekeit pietista szellemben nevelte. Wieland jogot tanult Tübingenben, de hamar felismerte irodalmi tehetségét is és 1751-ben megírta első tankölteményét Über die Natur der Dinge címmel (A dolgok természetéről). Második művét, a Hermann című hőseposzt elküldte a svájci Johann Jakob Bodmer irodalomtudósnak. Az apjához hasonlóan pietista Bodmer annyira el volt ragadtatva a költeménytől, hogy meghívta magához Wielandot Zürichbe. Bodmer befolyása alatt 1753 és 1758 között több vallásos költemény született (Der gepryfte Abraham, Sympathien, Empfindungen eines Christen, Lady Johanna Gray, Der Triumph der Religion). Ezeket azonban Lessing hevesen bírálta hangvételük miatt, mely vallási türelmetlenségről árulkodott. Lukianosz, Horatius, Cervantes, Anthony Ashley-Cooper, d’Alembert, Voltaire műveinek hatására azonban nem sokkal később 180 fokos fordulatot vett. Amikor Wielandot 1760-ban szülővárosa szenátorává választották, nemcsak életének, hanem költői tevékenységének is új időszaka kezdődött. Sikerült túllépnie önmagán, a túlcsorduló lelki rajongáson, a ledér már szinte sikamlós költemények helyett teljesen új hangon szólalt meg. Szellemes, vicces, ironikusan elegáns stílusú költeményei a német rokokó irodalom legkiemelkedőbb alkotásai. 1761-ben kezdte el a Geschichte des Agathon (Agathon története) című fejlődésregényt, amely Hans Jakob Christoffel von Grimmelshausen A kalandos Simplicissimus regénye mellett az első ilyen típusú regény volt. Ezután következett 1764-ben Don Silvio von Rosalva, oder der Sieg der Natur über die Schwärmerey (Don Silvio avagy a természet győzelme a rajongás fölött). Mindkét művében egyértelműen érződik Miguel de Cervantes, Laurence Sterne és Henry Fielding hatása. Már 1762-ben elkezdte lefordítani William Shakespeare 22 drámáját, amelynek jelentős hatása volt mind a németországi színházi életre, mind a német irodalomra, hisz az ő fordítása tette elérhetővé Shakespeare-t a Sturm und Drang költői számára, akik pedig az angol költőóriás műveinek hatására léptek túl mind a felvilágosodáson, mind a rokokón. 1768-ban jelent meg Musarion oder die Philosphie der Grazien (Musarion avagy a gráciák filozófiája), melynek főhőse az ókori görög filozófus Phaniasz, aki csalódik a szerelemben, aszketikus életbe kezd, de szerelme Musarion visszahódítja és Phaniasz felismeri, hogy sem az aszketizmus, sem a gátlástalan érzékiség nem vezethet boldogságra, csupán a mértéktartás az arany középút. 1769-től 1772-ig az erfurti egyetemen oktatott filozófiát. Élete utolsó időszakát Weimarban töltötte, itt Károly Ágost nagyherceg házitanítója volt, majd az ő kormányra lépése után kizárólag az írásnak szentelte idejét, itt fordította Horatiust és Lukianoszt németre, és ekkor keletkezett számtalan jelentős regénye; Der goldene Spiegel (Az aranytükör–1772), Die Geschichte der Abderiten (Az abderiták története 1774), valamint egy lovagi eposz, az Oberon (1780). Wieland érdeme, hogy a regény, amely a 18. század elején még alapjában alsórendűnek számított, teljes értékű műfajjá nőtte ki magát. Wieland volt 1773-tól 1789-ig a Teutscher Merkur, kora legjelentősebb folyóiratának főszerkesztője. Amikor 1813-ban 80 évesen elhalálozott, Goethe tartotta a halotti beszédet és méltatta életművét.

## Jelentősége
A német anakreóni költészet legnagyobbjai közé tartozik. Nemcsak a német rokokó legfontosabb költője, hanem többek szerint egyetlen kiváló képviselője, a felvilágosodás szószólója, Lessing mellett. Költeményeiben soron kísérhetjük, hogy miként alakult ki a barokk korszak irodalmából a rokokó irányzat, ami sok tekintetben ellentörekvés is volt. Wieland műveiben megfigyelhetjük mind a barokk irodalom jellegzetességét, a lelki feszültséget, de a rokokóra jellemző életörömöt is. Költeményeit rendkívüli nyelvi gazdagság és a témák sokfélesége jellemzi. Ilyen tekintetben egyedülálló. Azonban ő sem volt a kezdetektől fogva a nyelvi elegancia mestere, csak miután hátat fordított kora divatos irányzatainak (így például fiatalkora pietizmusának), tudta megtalálni saját hangját. Wieland felvilágosodásról alkotott elképzeléseit Charles Brockden Brown dolgozta fel Wieland or The Transformation: an American Tale (Wieland avagy az átváltozás: egy amerikai elbeszélés 1798). A regény hőse Theodore Wieland, az író Christoph Martin Wieland fiktív rokona, aki vallásos őrületében megöli saját családját.

## Művei

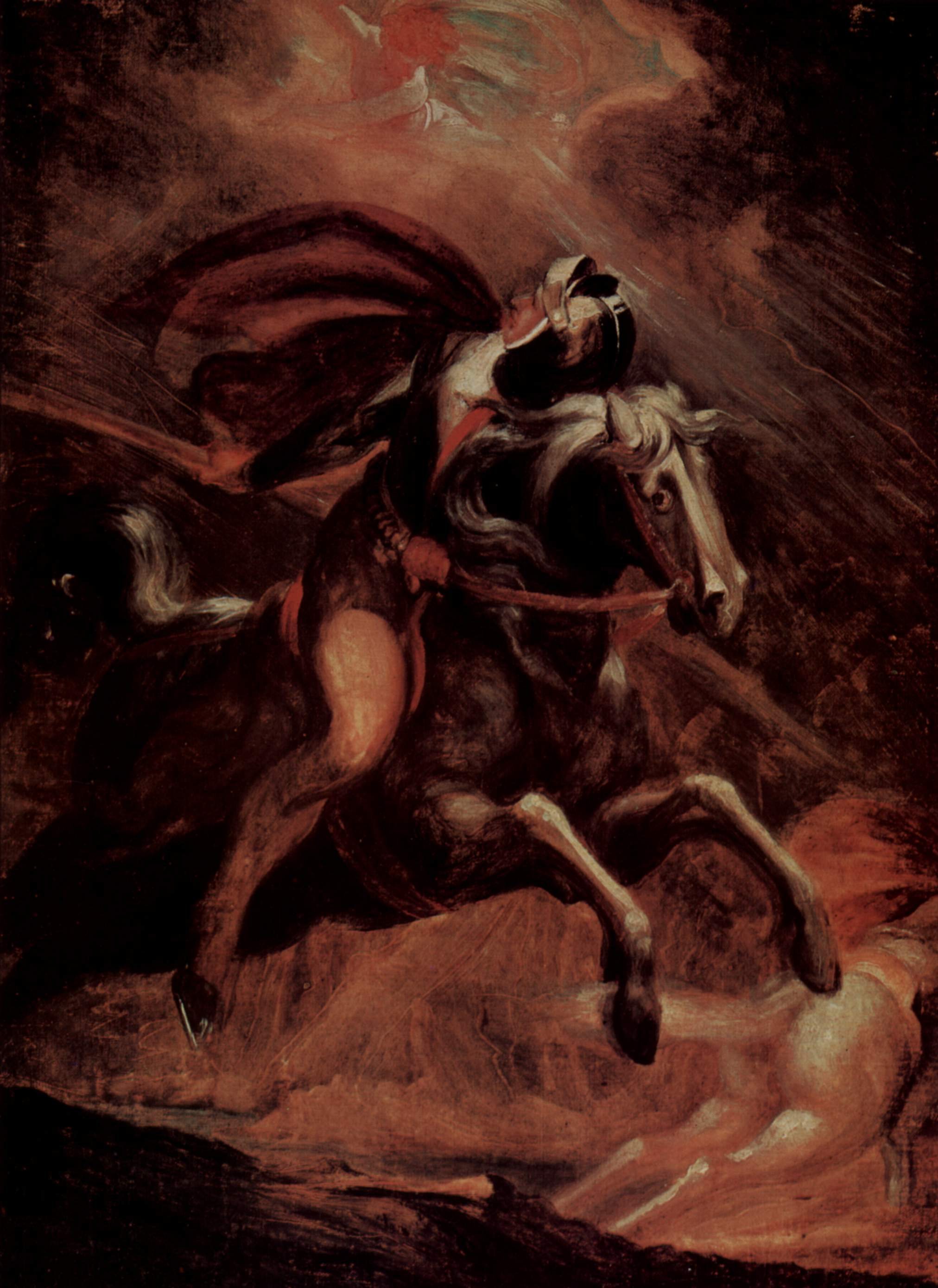
Az Oberon illusztrációja

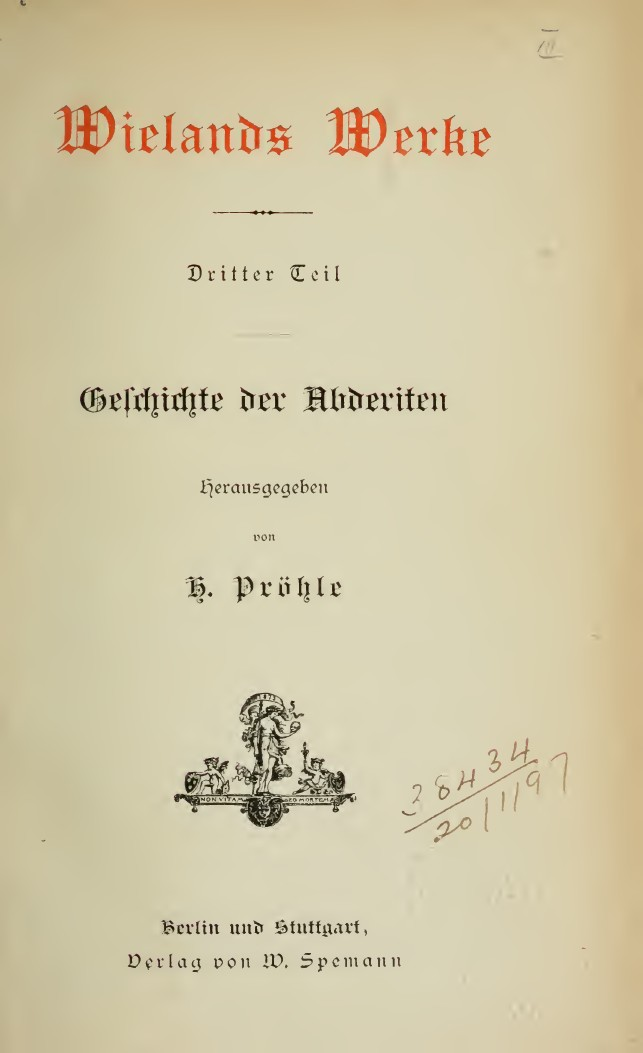
Geschichte der Abderiten (1887)

- Die Natur der Dinge, Lehrgedicht, 1752
- Lobgesang auf die Liebe, 1751
- Hermann, Epenfragment, 1751, első kiadás 1882
- Zwölf moralische Briefe in Versen, Heilbronn, 1752
- Der Frühling, 1752
- Anti-Ovid oder die Kunst zu lieben, 1752
- Erzählungen, 1752
- Briefe von Verstorbenen an hinterlassene Freunde, 1753
- Der geprüfte Abraham, 1753
- Erinnerungen an eine Freundin, 1754
- Hymnen, 1754
- Ode auf die Geburt des Erlösers, 1754
- Ankündigung einer Dunciade für die Deutschen, 1755
- Gespräch des Socrates mit Timoclea, von der scheinbaren und wahren Schönheit, 1756
- Sympathien, 1756
- Empfindungen eines Christen, 1757
- Lady Johanna Gray. Dráma, 1758
- Theages oder Unterredungen von Schönheit und Liebe, 1758
- Kyros II., 1759
- Araspes und Panthea. Eine moralische Geschichte in einer Reihe von Unterredungen, 1760
- Clementina von Porretta. Dráma, 1760
- Der Sieg der Natur über die Schwärmerei oder die Abenteuer des Don Sylvio von Rosalva, Regény (Ulm, 1764)
- Comische Erzählungen, 1765
- Geschichte des Agathon, Regény
- Musarion, oder die Philosophie der Grazien, Verses elbeszélés (Lipcse, 1768)
- Idris und Zenide (Lipcse, 1768)
- Nadine (Lipcse, 1769)
- Combabus (Lipcse, 1770)
- Die Grazien (Lipcse, 1770)
- Sokrates mainomenos oder die Dialoge des Diogenes von Sinope, 1770
- Beiträge zur geheimen Geschichte des menschlichen Verstandes und Herzens, 1770
- Der neue Amadis (Lipcse, 1771)
- Der goldene Spiegel oder die Könige von Scheschian, eine wahre Geschichte, Regény (Lipcse, 1772)
- Alceste, német hangjáték (Lipcse 1773, Ősbemutató: Weimar, 1773. május 25.)
- Die Wahl des Herkules. Eine dramatische Cantate, 1773
- Der verklagte Amor. Költemény, 1774
- Stilpon oder die Wahl eines Oberzunftmeisters von Megara, 1774
- Die Geschichte der Abderiten, Regény (Lipcse, 1774–1780)
- Das Urteil des Midas. Víg hangjáték, 1775
- Geschichte des Philosophen Danischmende, 1775
- Der Mönch und die Nonne auf dem Mittelstein. Ein Gedicht in drei Gesängen, 1775
- Titanomachia oder das neue Heldenbuch. Ein burleskes Gedicht, 1775
- Ein Wintermärchen, 1776
- Liebe um Liebe, 1776
- Ein Fragment über den Charakter des Erasmus von Rotterdam, 1776
- Geron, der Adlige. Eine Erzählung aus König Artus Zeit, 1777
- Das Sommer-Märchen oder des Maultiers Zaum, 1777
- Gedanken über die Ideale der Alten, 1777
- An Olympia, 1777
- Hann und Gulpenheh, Verses elebeszélés (Weimar, 1778)
- Der Vogelsang oder die drei Lehren, 1778
- Fragmente von Beiträgen zum Gebrauch derer, die sie brauchen können oder wollen, 1778
- Schach Lolo, Verses elbeszélés (Weimar, 1778)
- Pervonte oder die Wünsche. Ein neapolitanisches Märchen, 1778–1796
- Rosamund. Ein Singspiel, 1778
- Briefe an einen jungen Dichter, 1782/84.
- Clelia und Sinibald. Eine Legende aus dem zwölften Jahrhundert, 1783/84.
- Oberon, Verses elbeszélés (Weimar 1780; rövidített változat: Lipcse, 1784)
- Dschinnistan (3 kötet, Winterthur, 1786–1789)
- Das Geheimnis des Kosmopolitenordens, 1788
- Geheime Geschichte des Philosophen Peregrinus Proteus, Regény (Lipcse, 1791)
- Göttergespräche, 1790–1793
- Die Wasserkufe oder der Einsiedler und die Seneschallin von Aquilegia, 1795
- Agathodämon, Regény (Lipcse, 1796–1797)
- Aristippos von Kyrene und einige seiner Zeitgenossen, levélregény, (4 kötet, Lipcse, 1800–1802)
- Das Hexameron von Rosenhain, 1803–1805
- Menander und Glycerion. Szerelmes regény levélformában (Lipcse, 1804)
- Krates und Hipparchia, 1805

## Magyarul
- Keresztény érzékenységei; ford. Vályi K. András; Landerer Ny., Kassa, 1789
- Sókratés Mainomenos az az A' Szinopei Diogenesz' dialogusai; ford. Kazinczy Ferenc; Trattner Ny., Pest, 1793
- Araspes és Panthea. Egy erköltsös történet, beszélgetések sorjába; ford. P.; Hochmeister Ny., Kolozsvár, 1794
- Hertzeg Piripionak tündér története; ford. Fellegváry Ágoston; Belnay, Pozsony, 1804
- Téli rege; ford. Bozóky Mihály; Belnay, Pozsony, 1804
- Horátzius levelei; ford. Kis János, Wielandnak magyarázó jegyzéseivel; Sziesz Ny., Sopron, 1811
- Wieland Abderitái, 1-2.; ford. Erdélyi Károly; Landerer Ny., Pozsony, 1834
- Az abderiták; ford. Farkas Albert; Franklin, Bp., 1884 (Olcsó könyvtár)
- Nemes Geron. Költői beszély; ford. Pitroff Pál; Franklin, Bp., 1915 (Olcsó könyvtár)
- Kristóf Márton Wieland: Oberon; ford. Tamedly Mihály; Athenaeum, Bp., 1922
- Aczél Márta: Wallenberg szellemében. Dráma 3 felvonásban; sajtó alá rend. Egervári Vera / A pör, avagy Kié legyen a szamár árnyéka? Musical 3 felvonásban Christoph Martin Wieland (1733–1813) német regényíró szatírája nyomán; Aczél Márta, Tel-Aviv, 1997